# Estación Mariche
Estación Mariche es una de las estaciones del segundo tramo del Metrocable de Caracas ubicada en el Área metropolitana de Caracas al centro norte de país sudamericano de Venezuela. Este segundo tramo conecta la estación Mariche en un tramo expreso o directo a Palo Verde diferente al tramo que pasa por varias estaciones intermedias y que conecta a La Dolorita con Palo Verde y la estación del Metro de Caracas del mismo nombre (Palo Verde) igualmente.
La estación Mariche fue inaugurada el 10 de diciembre de 2012 junto con la estación Palo Verde II del Metrocable, se localiza en el sector de Mariche, cerca a la carretera Petare Santa Lucía, Parroquia Filas de Mariche, en el municipio Sucre al oeste del Distrito Metropolitano de Caracas y al norte de la jurisdicción del Estado Miranda. Permite acceder en un recorrido de 4,79 kilómetros de extensión a Palo Verde en unos 17 minutos. Esta estación se encuentra en trabajos de rehabilitación.